# Trachypteris gilliana
Trachypteris gilliana är en kantbräkenväxtart som först beskrevs av Bak., och fick sitt nu gällande namn av Henry Knute Svenson. Trachypteris gilliana ingår i släktet Trachypteris och familjen Pteridaceae. Inga underarter finns listade.